# (35042) 1981 EO36
1981 EO36 (asteroide 35042) é um asteroide da cintura principal. Possui uma excentricidade de 0.21828860 e uma inclinação de 8.22167º.
Este asteroide foi descoberto no dia 7 de março de 1981 por Schelte J. Bus em Siding Spring.